# Ko-Koumolou
Ko-Koumolou è un arrondissement del Benin situato nella città di Ifangni (dipartimento dell'Altopiano) con 10.241 abitanti (dato 2006).